# 第二次中印国境紛争
第二次中印国境紛争（だいにじちゅういんこっきょうふんそう）とは、1967年に中華人民共和国とインドの間で起こった紛争である。第一次中印国境紛争とは打って変わり最終的にはインド軍が中国人民解放軍を撃退し勝利した。

## 背景
1962年の第一次中印国境紛争後、インドと中国が共有するヒマラヤ国境沿いでは緊張が高まり続けた。インド軍は前回の敗北の影響を受けて多くの新しい部隊を編成し、係争地域に展開する兵力をほぼ2倍に増やした。この軍事拡張の一環として、中国の攻撃からインド北部国境を守るために7個山岳師団が編成された。これらの師団のほとんどは国境近くに拠点を置いていなかったが、チュンビ渓谷を除いてインド軍と中国軍の両方が至近距離で両側に駐屯していた。特に、シッキムとチベットの国境沿いにある渓谷のナトゥ・ラ峠では、配備されている中国軍とインド軍が約20～30メートル離れて駐屯しており、これは4,000キロメートルにおよぶ中印国境の中で最も近い位置にある。ここの国境は「画定されていない」ままであると言われていた。

## 戦争の経過
高まり続けた緊張は戦闘へと発展し1967年8月13日から、中国軍はシッキム側のナトゥ・ラ峠で塹壕を掘り始めた。これはインド軍の反発を招いた。インド軍は境界？を示すために有刺鉄線の敷設を決定した。これは中国軍の反発を招いた。 2日後、中国軍は武器で武装し、電線の敷設に従事していたインド兵に対して陣地をとったが、発砲はしなかった。9月7日、再びインド軍が有刺鉄線を張り始めたとき、現地の中国軍司令官と軍隊が現場に急行し、インド軍のライ・シン・ヤーダヴ中佐に「重大な警告」を発した。ヤーダヴは作業を中止しようとしたが、その後乱闘が起こり、双方の兵士数名が負傷した。
峠には遮蔽物がなかったため、中国軍とインド軍は当初多大な死傷者を出した。この衝突は3日間昼夜を問わず続き、大砲、迫撃砲、機関銃が使用されその間にインド軍は中国軍の撃退に成功した。
インド国防省は、この紛争ででインド側で88人が死亡、中国側では340人が死亡と主張した。中国は死亡した兵士の数は中国側で32名、インド側で65名であったと主張した。